# Ferdinand Weber (Mediziner)

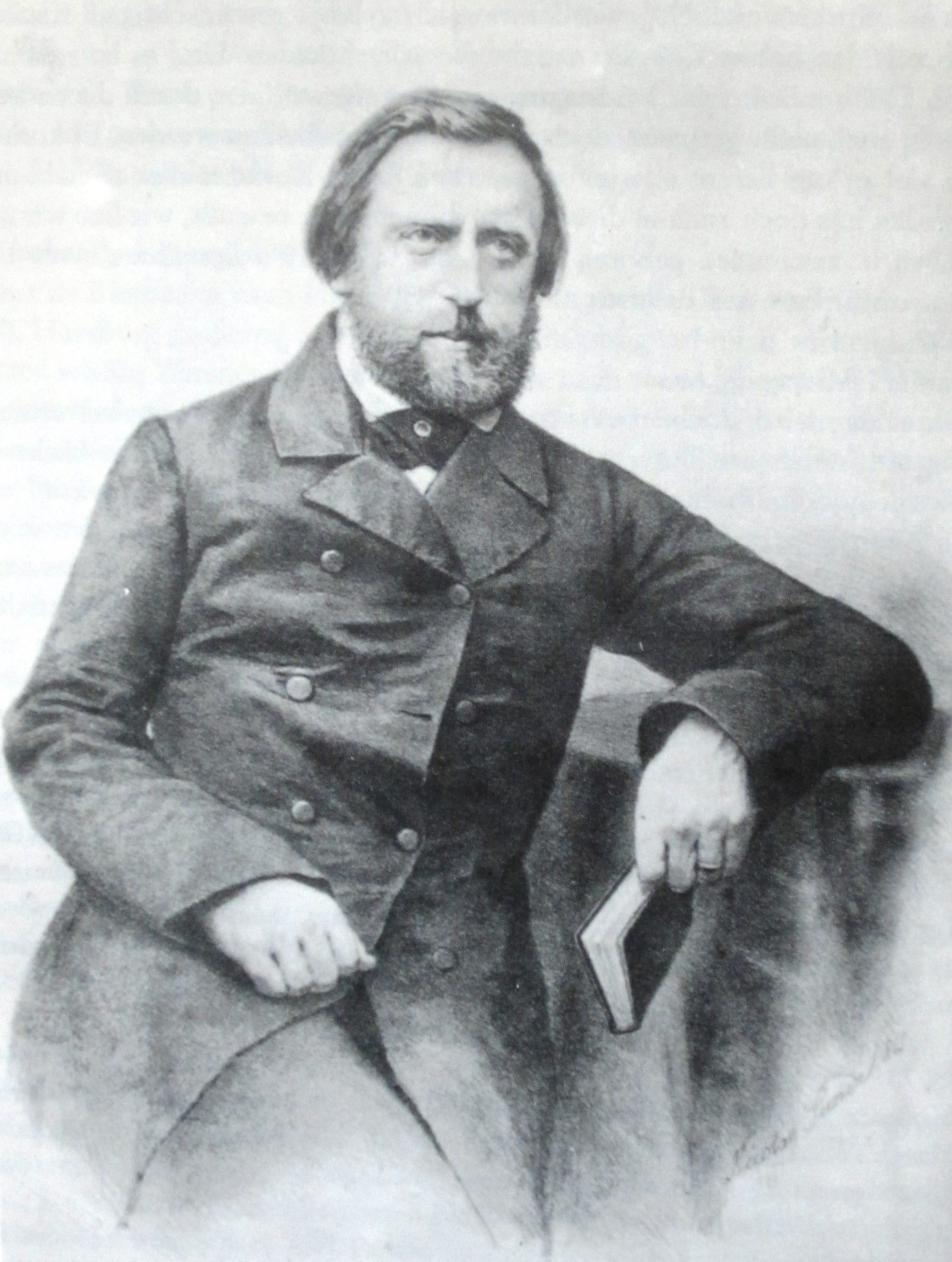
Ferdinand Weber

Ferdinand Weber (* 28. Februar 1812 in Kiel; † 15. Dezember 1860 ebenda) war ein deutscher Pathologe und Autor.

## Leben
Webers Vater Friedrich Weber (1781–1823) war Professor für Medizin und Botanik an der Christian-Albrechts-Universität zu Kiel. Er starb, als sein Sohn erst elf Jahre alt war. Ferdinand befand sich seit 1821 in Oldesloe in Pension bei Rektor Rohde. Er besuchte seit 1825 die Kieler Gelehrtenschule und studierte ab 1831 die Universität Kiel, die Universität Kopenhagen und die Georg-August-Universität Göttingen. Er habilitierte sich 1842 in Kiel und wurde Professor für Pathologische Anatomie. Im Herbst 1853 lernte er den Dichter Klaus Groth kennen, mit dem er zeitlebens befreundet blieb. Als Weber mit nur 48 Jahren gestorben war, gab Groth seine plattdeutsche Lyrik heraus. Als „letzte Gabe“ schrieb er ein hochdeutsches Gedicht.

## Schriften
- Beiträge zur pathologischen Anatomie der Neugebornen. Schröder, Kiel 1851–1854.
- Plattdeutsche Gedichte. Hrsg. Klaus Groth. Homann, Kiel 1861.
- Plattdeutsche Gedichte. Mit einem Vorwort von Klaus Groth. Neu hrsg. von Paul Wilhelm Lange. Reissner, Dresden 1912.